# إلينور ميلر غرينبيرغ
إلينور ميلر غرينبيرغ (بالإنجليزية: Elinor Miller Greenberg)‏ هي أستاذة جامعية وكاتِبة أمريكية، ولدت في 1932 في بروكلين في الولايات المتحدة.